# Dance with Somebody
Dance with Somebody is een nummer van de Zweedse rockband Mando Diao uit 2009. Het is de eerste single van hun vijfde studioalbum Give Me Fire!.
Het nummer werd in een paar Europese landen een hit. In zowel Mando Diao's thuisland Zweden als in de Nederlandse Top 40 behaalde "Dance with Somebody" de 4e positie. In Nederland heeft de band na dit nummer nooit meer een hit weten te scoren. In Vlaanderen haalde het nummer de 16e positie in de Tipparade.